# Jardins de Maria Baldó
Els jardins de Maria Baldó són un espai verd del barri barceloní de Vallcarca i els Penitents, que juntament amb els jardins de Manuel Blancafort formen part del corredor verd existent entre el parc Güell i els jardins del Turó del Putxet. Estan dedicats a Maria Baldó, que el 1923 fundà el escola per a nenes la Farigola, situada al mateix barri.

## Història
En aquest indet hi havia l'hort de l'antic convent dels Camils, situat al marge de la riera de Vallcarca i del torrent de la Farigola. Un mur històric construït l'any 1910 per l'arquitecte Joan Baptista Feu i Puig tancava el recinte. Actualment està inclòs al Catàleg de Patrimoni, i fou restaurat i integrat quan es dugueren a terme les obres d'adequació dels jardins, l'any 2006. També s'hi construïren unes escales que connecten aquest espai amb el passatge Isabel.

## Descripció

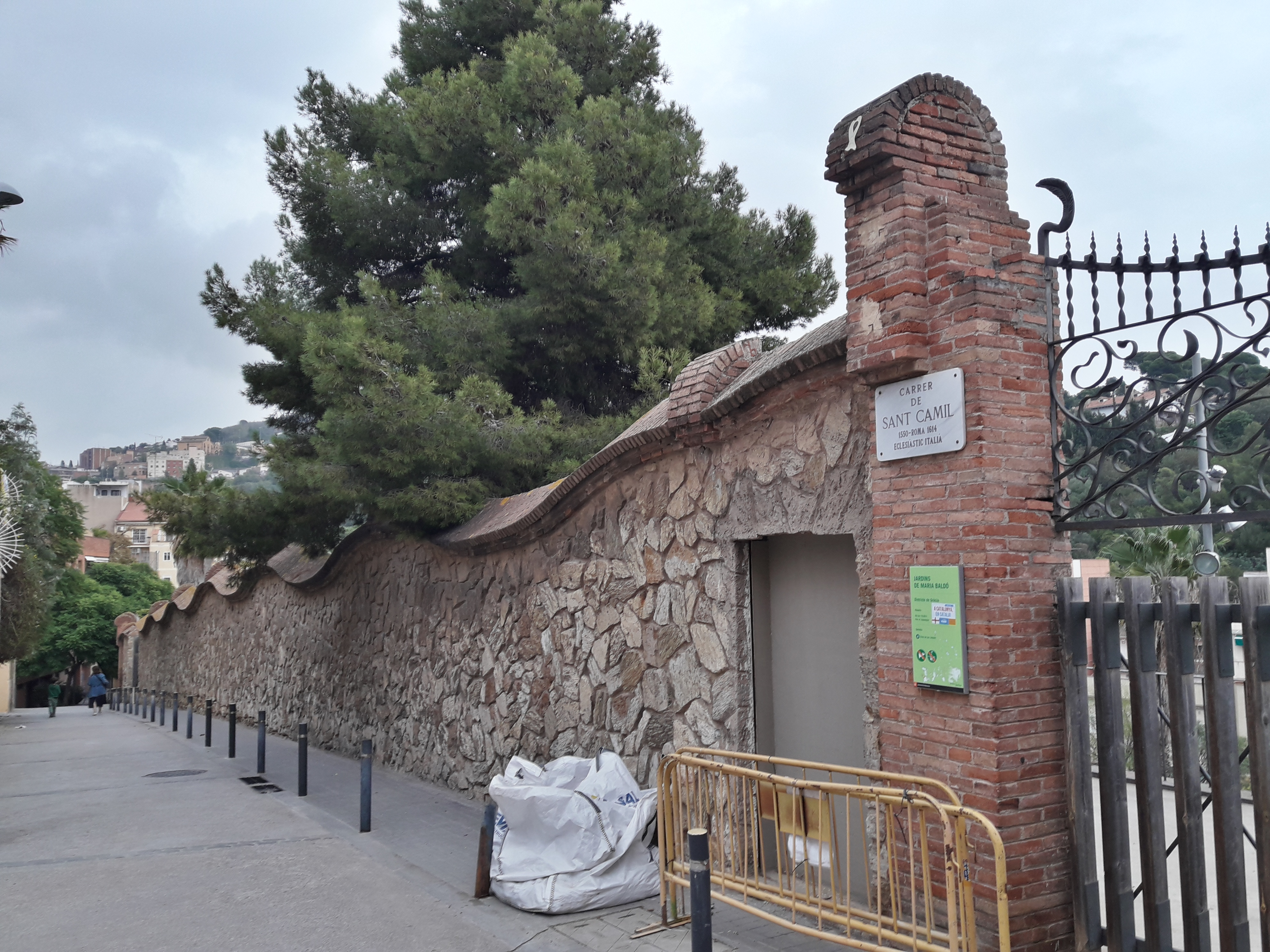
Mur de tanca amb la reixa d'entrada

El mur de tanca, revestit amb paredat de pedra, es caracteritza pel coronament sinuós, amb un trencaaigües de maó vist.
El jardí Té una superfície de 2.480 m² i consta de dues terrasses enjardinades construïdes sobre els murs de l'antic hort. En el nivell superior hi ha una zona de jocs infantils i al nivell inferior, espais d'estada. El seu disseny ha preservat un bon nombre dels elements arquitectònics existents i els ha combinat amb la utilització de materials moderns: paviments de formigó acolorits, sauló, murs arrebossats i tanques i baranes de ferro i fusta tractada.
L'enjardinament consta de palmeres (Washingtonia robusta), acàcies (Acacia dealbata), margallons (Chamaerops humilis), pins blancs (Pinus halepensis) i lledoners (Celtis australis). Algunes palmeres han estat transplantades provinents de l'antiga plaça de Lesseps.